# Славське Рок
«Славське Рок»— щорічний міжнародний рок-фестиваль, що проходив у 2007—2011 роках в селищі Славське, Сколівського району, Львівської області, Україна. Складався з музичної, екологічної, спортивної та мистецької частин. Музиканти виступали на двох сценах: малій (денній) і великій (вечірній).

## Про фестиваль

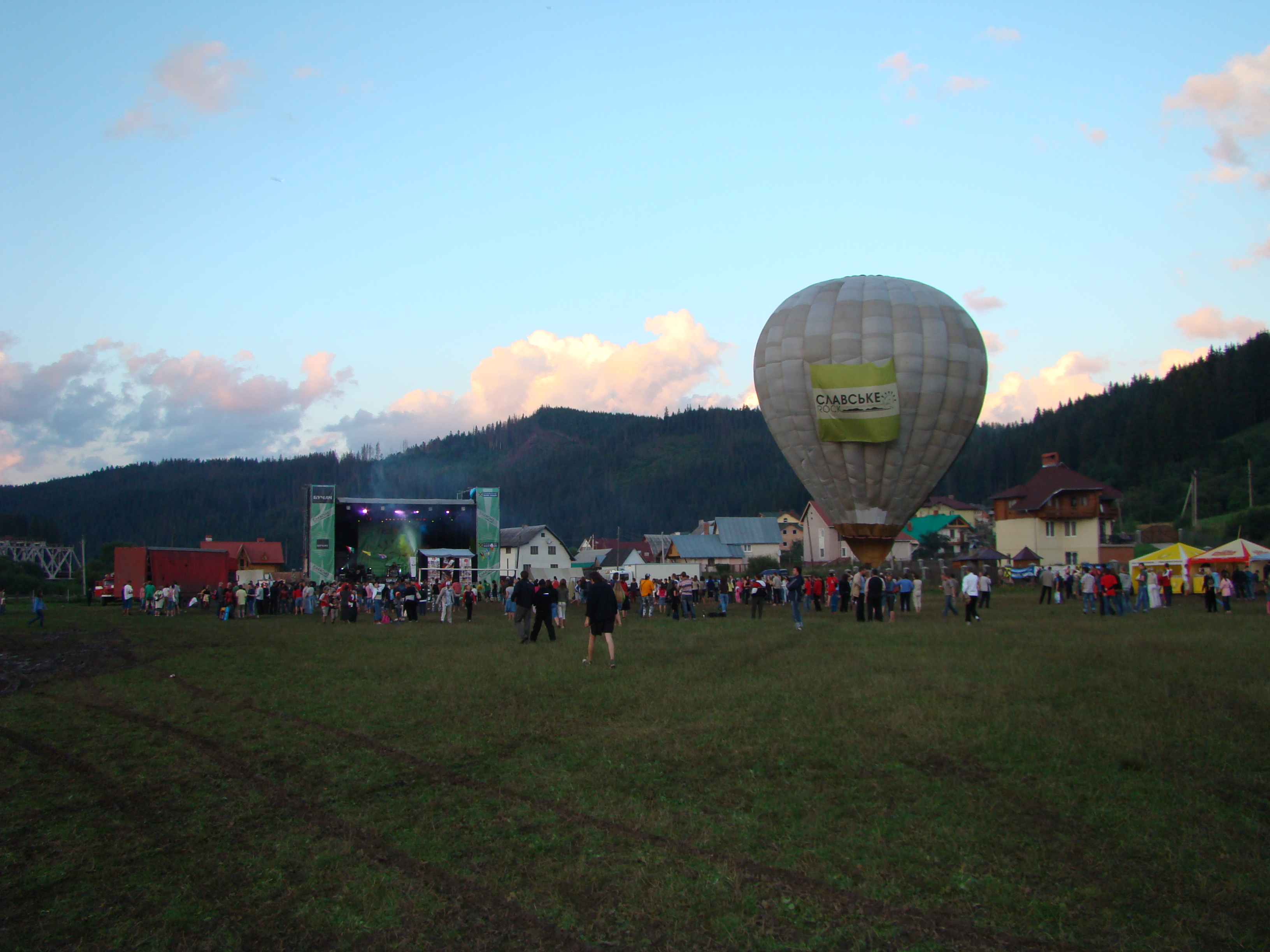
Поле з Великою сценою (2008)

Фестиваль було засновано 2007 року компанією «Спортивні та Культурні Ініціативи». У перший же рік він отримав статус міжнародного. Фестиваль проходив влітку просто неба в Карпатах.

## Музична програма
Музична програма пропонувала як більш-менш відомі команди, так і багато молодих колективів. За роки проведення фестивалю тут побувало понад 50 колективів із різних країн світу, зокрема такі представники рок-сцени, як:
- «Мертвий Півень» (Україна)
- «Плач Єремії» (Україна)
- «The Ukrainians» (Англія)
- «Mammasweed» (Німеччина)
- «Farben Lehre» (Польща)
- «Czerwone Gitary» (Польща)
- «Koniec Świata» (Польща)
- «Screampiece» (Латвія)
- «Трутні» (Україна)
- «Ренесанс» (Україна)

А 2008 року нічну сцену з 01:00 до 04:00 закривали Dj Baluk, Dj Martin Deane, Dj Joshua та Юрій Товстоган.

## Екологічна програма
Екологічна складова була одним із пунктів програми фестивалю і щорічно в рамках цього проекту у містечку проводилися виставки та конкурси на екологічну тематику, демонструвалися фільми, створювалися скульптури та символічні інсталяції (це робили як художники, так і звичайні активісти). На фестивалі проводили різнобічні акції за підтримки організації WWF та семінари на екологічну тематику. 
У 2008 році час проведення фестивалю співпав з повенями на Львівщині, і довелося скасувати акцію по очищенню берегів місцевої річки від сміття. Тоді ж наметовий табір учасників затопило, разом з третиною стадіону перед сценою, і бруд та гумові чоботи стали своєрідним символом тогорічного фестивалю.

## Спортивна програма
Складалася з наступного:
- Мотузковий парк розваг
- Вело-прогулянки і прокат велосипедів
- Піші походи і прогулянки по гриби-ягоди
- Спортивне орієнтування
- Колективні ігри (футбол, волейбол, перетягування канату тощо)

## Мистецька програма
Мистецька програма за роки проведення фестивалю була різноманітною:
- Працювали творчі майстерні, де охочих учили ліпити, склеювати, малювати
- Відбувся 10-денний міжнародний керамічний симпозіум
- Відбувалися виставки молодих українських і польських художників і майстрів фотографії
- Проходив спортивно-розважальний "Карпатський снепшот" (конкурс сюжетної фотографії)
- Відбувався розпис на склі, ліплення з пластиліну, розмальовування одне-одного
- Демонстрували фільми з кінофестивалю «Відкрита Ніч»